# Израел Камикавиво'оле
Израел Каанои Камикавиво'оле (на хавайски: Israel Kaʻanoʻi Kamakawiwoʻole) е хавайски музикант, изпълняващ под акомпанимента на хавайска китара укулеле.
На Хаваите е наричан още Нежният гигант (The Gentle Giant) поради ръста му от 190 см и тегло 343 килограма, но гласът му е изключително нежен и мелодичен.
Нареждан е сред най-популярните хавайски музикални изпълнители за всички времена. Чрез умелото му свирене на укулеле и включването на други жанрове към традиционното звучене (джаз и реге) музиката му оставя много силно влияние в хавайската музика.
Неговият вариант на песента „Отвъд дъгата“ (Somewhere Over the Rainbow) на Джуди Гарланд от филма „Магьосникът от Оз“ (от 1939 г.), която в продължение на години, дори и след смъртта му, се използва в реклами, филми (Да откриеш Форестър, „Да срещнеш Джо Блек“, „50 първи срещи“, „Фред Клаус“, „Хепи“ и IMAX продукцията: „Хъбъл 3D“) и др. продукции.

## Кратка биография
Роден е в Хонолулу в семейството на Хенри Калейолаха Нанива Камикавиво'оле-младши, и Еванджелин Лейнани Камикавиво'оле. Започва да свири с по-големия си брат Скипи и братовчед си Алън Тортън когато е само на 11-годишна възраст, изпълнявайки предимно музиката на Хавайските изпълнители от онова време, като Питър Муун, Палани Бох, и Дон Хо, който често посещавал заведението, където родителите на Камикавиво'оле работели.
В ранните си юношески години той учи в гимназията Upward Bound в Хонолулу, където семейството му се премества от Макаха.
Там се среща с Луиз „Moon“ Кауакахи, Сам Грей и Джером Коко и заедно с брат си Скипи формира групата Makaha Sons of Niihau. Музиката на бандата свързва съвременни и традиционни стилове, натрупва популярност, тъй като те обикалят Хавай и континенталната част на САЩ, малко по-късно записват 15 успешни албума. Целта на Израел е да се прави музика, която остава вярна на характерния звук на традиционната хавайска музика.
През 1990 г. издава първия си солов албум „Ka Anoi“, който печели награди за съвременна музика, „Албум на годината“ и „Вокалист на годината“ от Хавайската академия за звукозаписни изкуства. Албумът „Да посрещнем бъдещето“ е издаден през 1993 г. от The Mountain Apple Company. В него са включени най-популярните песни: Somewhere Over the Rainbow, White Sandy Beach on Hawaii, Maui Hawaiian Sup'pa Man и Kaulana Kawaihae, като той става първият хавайски платинен албум, с продажби от над 1 милион CD-та в САЩ според данните, предоставени от „Recording Industry Association of America“.

## Смърт
Умира едва на 38-годишна възраст от респираторно заболявание, причинено от хроничното му затлъстяване. На 10 юли 1997 година, в деня на погребението му, през Хавайските острови преминава флот от плавателни съдове с всякакъв размер, след което в залива до плажа Макуа е изпълнено последното желание на музиканта – да се разсее прахът му над любимия му Тихи океан.
В чест на музиканта е издигнат бронзов бюст до читалище Waianae Neighborhood на 20 септември 2003 г.